# 慶松勝左衛門

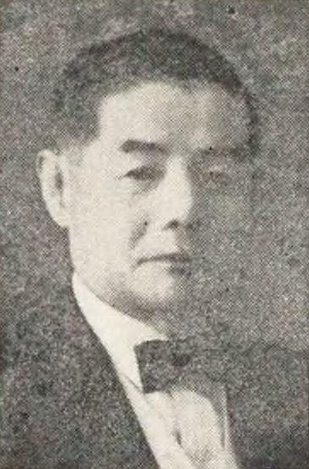
慶松勝左衛門

慶松 勝左衛門（けいまつ しょうざえもん、前名・勝太郎、1876年（明治9年）9月21日 - 1954年（昭和29年）1月28日）は、日本の薬学者、政治家。貴族院議員。参議院議員（1期）。薬学博士。

## 経歴
京都府出身で、都二条烏丸の薬種街の慶松衛生堂にて生まれる。先代勝左衛門の長男。1901年、東京帝国大学医科大学薬学科卒業。同年同大学の助手となる。
その後東京衛生試験所技師、関東都督府中央試験所長、南満洲鉄道中央試験所長を経て、1915年10月1日第一製薬の前身であるアーセミン商会を創業。梅毒の治療薬である駆梅剤アーセミン®を発売した。その後1922年東京帝国大学薬学科教授に就任した。この他京都帝国大学講師も務めた。1935年時点の栄典は正四位勲三等。戦時中には医薬品統制社長を務め、戦後の1946年7月29日に貴族院勅選議員に任じられ、交友倶楽部に所属し1947年5月2日の貴族院廃止まで在任した。同年に行われた第1回参議院議員通常選挙で全国区から日本自由党公認で立候補して当選したが、同年6月24日に同仁会理事として公職追放となり、同年7月15日に失職した。この他日本薬剤師会会長も務めた。
1954年1月28日死去、77歳。死没日をもって勲一等瑞宝章追贈（勲二等からの昇叙）。墓所は多磨霊園。

## 家族・親族
慶松家
- 父・勝左衛門[1]
- 妻・ゑん（滋賀、藪田勘兵衛の叔母）[1]
- 長男・一郎（厚生省事務官（薬務局長）・薬学博士）[1]
- 次男・光雄（第四高等学校・金沢大学教養部教授（東洋史））
- 三男・洋三（医師・日本小児科学会社保中央委員）
- 四男・陸郎
- 五男・政男（第一製薬専務）

## 著訳書
単著
- 『衣食住 : 家庭衛生』育成会、1905年。

編著
- 『生薬便覧』南山堂、1904年。
- 『製造化学図譜』慶松勝左衛門、1926年。
- 柏原吉五郎共編『化学実験室紀要』南江堂、1903年。
- 西田博太郎共編『実験化学工業』第1-3巻、化学工業発行所、1917年。

訳書
- ゲ・フオルトマン著、下山順一郎閲『重量分析実験指導』慶松勝左衛門、1902年。